# Papa-taoca-do-pantanal
Papa-taoca-do-pantanal (nome científico: Pyriglena maura) é uma espécie de ave que pertence à família dos tamnofilídeos.
Seu nome popular em língua inglesa é "Western fire-eye".